# Acanthurus pyroferus
Chirurgien Porteur de Feu
Espèce
Statut de conservation UICN

 LC  : Préoccupation mineure
Acanthurus pyroferus, ou communément nommé Chirurgien Porteur de Feu, est une espèce de poissons de la famille des Acanthuridae, soit les poissons-chirurgiens. Il est présent dans les eaux tropicales du bassin Indo-Pacifique. Sa taille maximale est de 25 cm.